# Birnin Kebbi
Birnin Kebbi es una ciudad ubicada en el noroeste de Nigeria. Es la capital del estado de Kebbi y del Emirato de Gwandu. En 2007, la ciudad tenía una población estimada de 115.547 habitantes.
Antiguamente era la capital del Emirato de Kebbi, que se reubicó en Argungu después de la conquista por Gwandu en 1831.

## Geografía

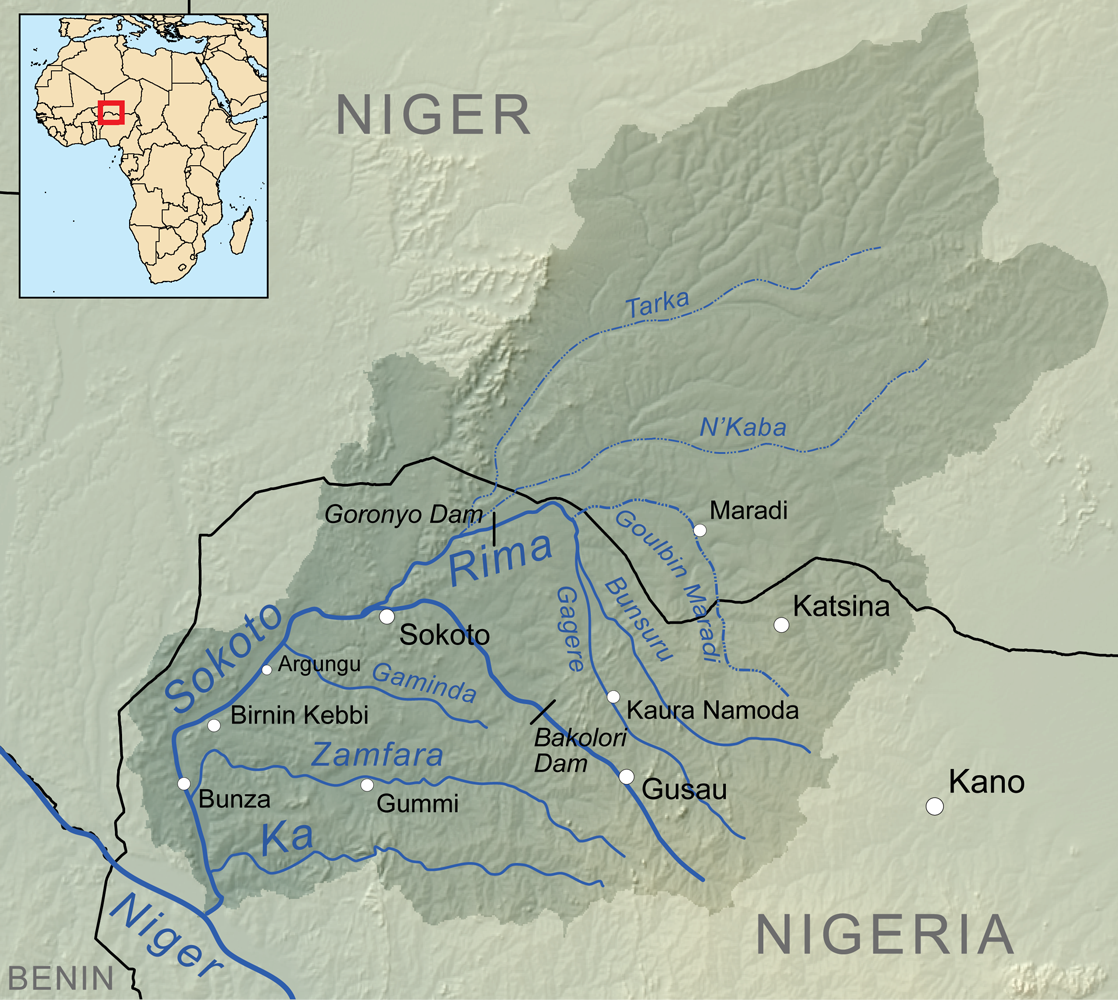
Cuenca del río Sokoto

Birnin Kebbi está localizada en el río Sokoto y está conectada por carretera con Argungu (45 km al noreste), Jega (35 km al noreste) y Bunza (45 km al suroeste).